# Makokou
Makokou er en by i det nordøstlige Gabon, med et indbyggertal (pr. 2004) på cirka 16.600. Byen er hovedstad i provinsen Ogooué-Ivindo.
1. ↑  Gabon. Cities & Urban Places, Citypopulation.de (fra Wikidata).